# 中共中央北方局旧址
39°07′44″N 117°11′54″E / 39.12886°N 117.19823°E
中共中央北方局旧址是中共中央北方局在天津的领导机关所在地旧址。位于当时的天津法租界的石教士路（Rue Chevrier），今和平区黑龙江路隆泰里19号。目前为天津市文物保护单位。这里曾是刘少奇在天津工作和居住过的地方。现为中共中央北方局旧址纪念馆。
　　